# Liste der Kantone im Département Hautes-Alpes
Das Département Hautes-Alpes liegt in der Region Provence-Alpes-Côte d’Azur in Frankreich. Es untergliedert sich in zwei Arrondissements mit 15 Kantonen (französisch cantons).

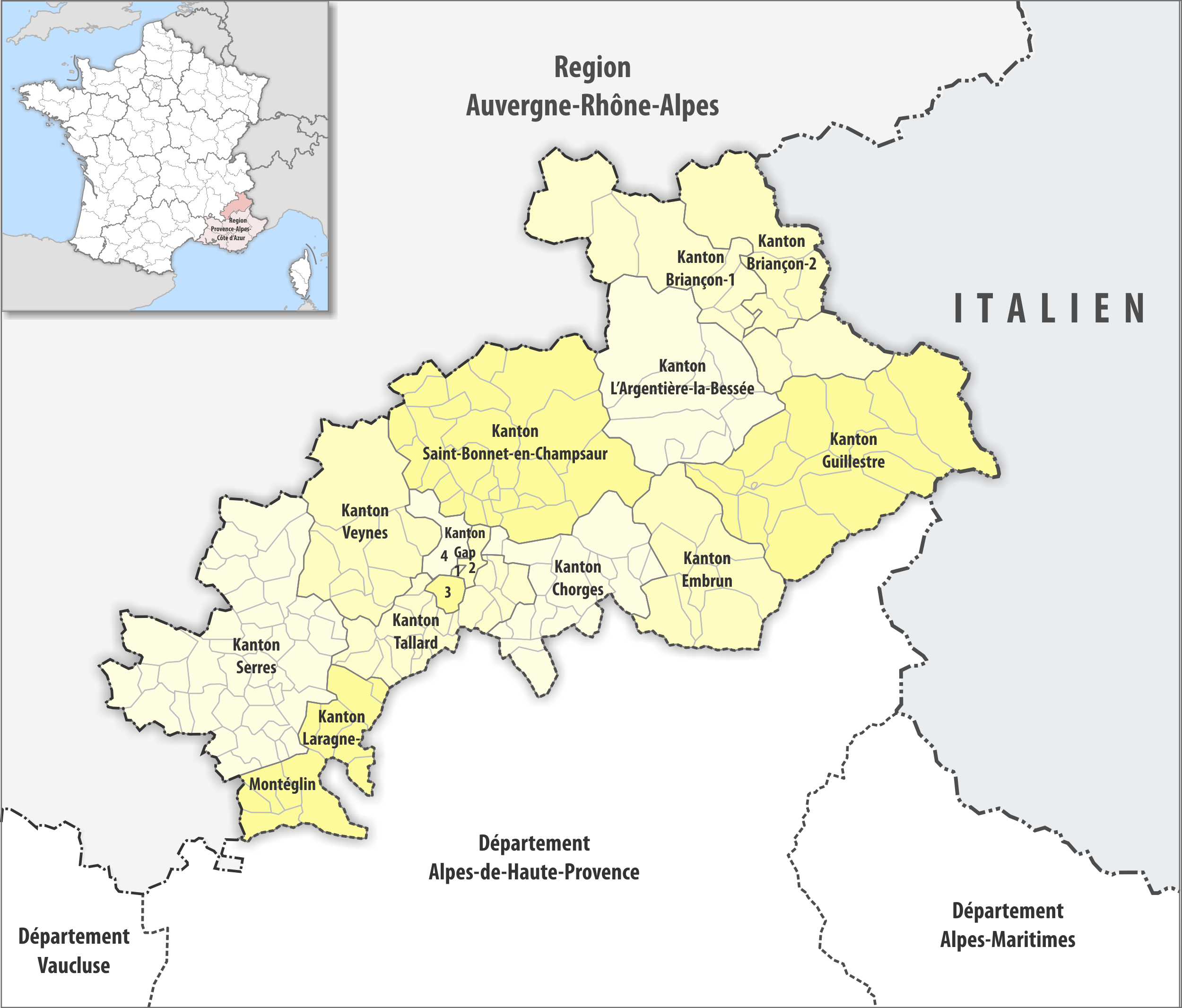
Gemeinden und Kantone im Département Hautes-Alpes

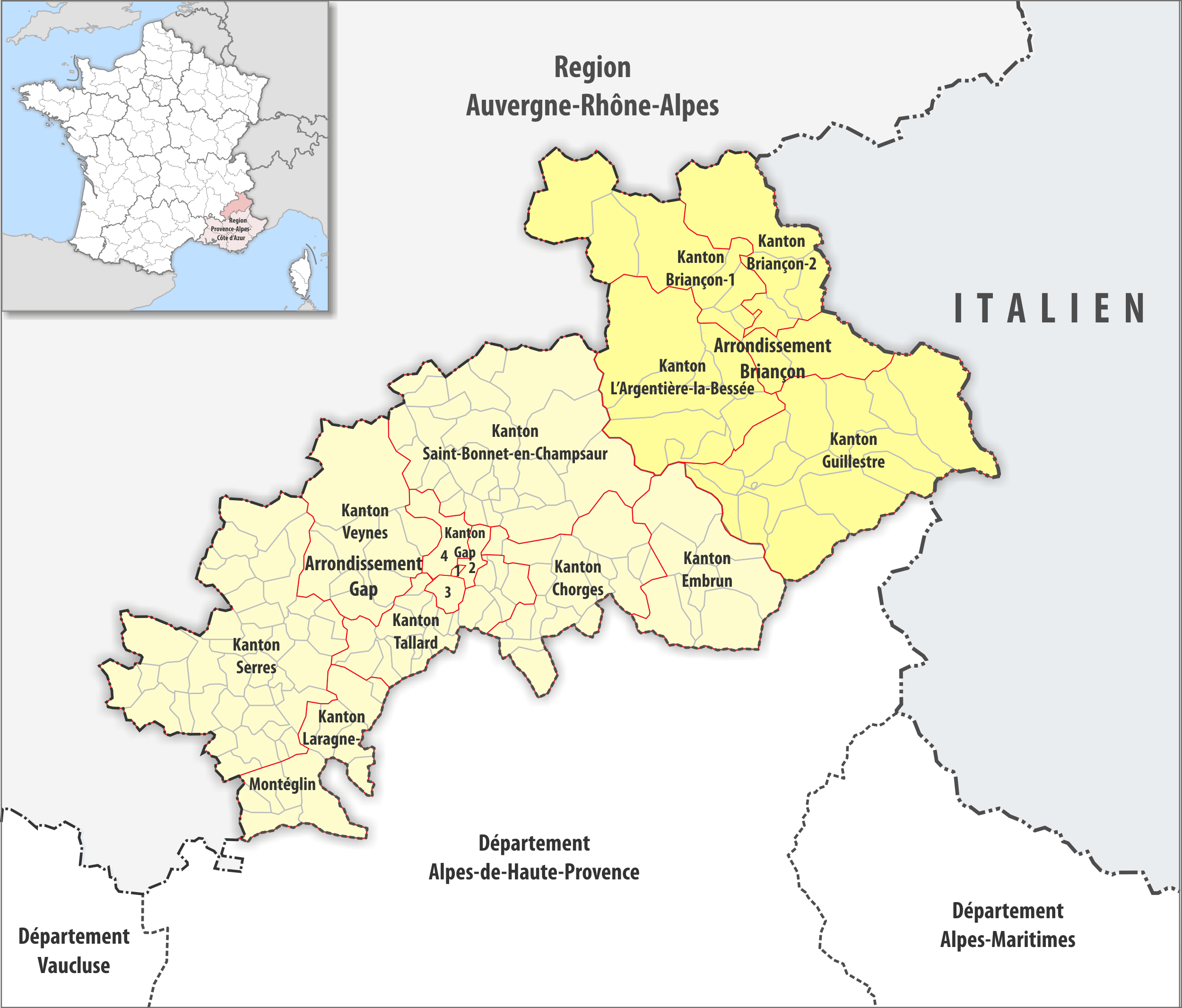
Gemeinden, Arrondissemente und Kantone im Hautes-Alpes

| Kanton                    | Gemeinden | Einwohner 1. Januar 2022 | Fläche km² | Dichte Einw./km² | Code INSEE | Arrondissement(e) |
| ------------------------- | --------- | ------------------------ | ---------- | ---------------- | ---------- | ----------------- |
| L’Argentière-la-Bessée    | 8         | 6.582                    | 462,84     | 14               | 0501       | Briançon          |
| Briançon-1                | 9 1⁄2     | 8.681                    | 540,50     | 16               | 0502       | Briançon          |
| Briançon-2                | 3 1⁄2     | 10.266                   | 303,25     | 34               | 0503       | Briançon          |
| Chorges                   | 17        | 11.258                   | 349,56     | 32               | 0504       | Gap               |
| Embrun                    | 8         | 11.247                   | 392,92     | 29               | 0505       | Gap               |
| Gap-1                     | 1⁄4       | 10.192                   | 1,70       | 5.995            | 0506       | Gap               |
| Gap-2                     | 1⁄4       | 10.458                   | 24,79      | 422              | 0507       | Gap               |
| Gap-3                     | 1⁄4       | 10.426                   | 22,90      | 455              | 0508       | Gap               |
| Gap-4                     | 1⁄4       | 9.580                    | 61,04      | 157              | 0509       | Gap               |
| Guillestre                | 15        | 7.955                    | 831,55     | 10               | 0510       | Briançon          |
| Laragne-Montéglin         | 11        | 7.812                    | 281,04     | 28               | 0511       | Gap               |
| Saint-Bonnet-en-Champsaur | 25        | 11.528                   | 766,75     | 15               | 0512       | Gap               |
| Serres                    | 37        | 7.574                    | 831,69     | 9                | 0513       | Gap               |
| Tallard                   | 19        | 10.984                   | 253,97     | 43               | 0514       | Gap               |
| Veynes                    | 8         | 7.134                    | 424,18     | 17               | 0515       | Gap               |
| Département Hautes-Alpes  | 162       | 141.677                  | 5.548,68   | 26               | 05         | –                 |

## Liste ehemaliger Kantone
Bis zum Neuzuschnitt der französischen Kantone im März 2015 war das Département Hautes-Alpes wie folgt in 30 Kantone unterteilt:
| Arrondissement | Kantone |
| -------------- | --- |
| Briançon       | Aiguilles, L’Argentière-la-Bessée, Briançon-Nord, Briançon-Sud, La Grave, Guillestre, Le Monêtier-les-Bains |
| Gap            | Aspres-sur-Buëch, Barcillonnette, La Bâtie-Neuve, Chorges, Embrun, Gap-Campagne, Gap-Centre, Gap-Nord-Est, Gap-Nord-Ouest, Gap-Sud-Est, Gap-Sud-Ouest, Laragne-Montéglin, Orcières, Orpierre, Ribiers, Rosans, Saint-Bonnet-en-Champsaur, Saint-Firmin, Savines-le-Lac, Serres, Tallard, Veynes |